# Kyanamid
Kyanamid je organická sloučenina se vzorcem CN2H2. Používá se na výrobu léčiv a dalších organických látek.
Jako kyanamidy se označují také deriváty této sloučeniny, například kyanamid vápenatý (CaCN2).

## Tautomery a autokondenzace
Protože obsahuje nukleofilní i elektrofilní funkční skupiny, tak kyanamid vstupuje do řady reakcí se sebou samotným. Vytváří dva tautomery, jeden odpovídající vzorci N≡C–NH2 a druhý se vzorcem HN=C=NH (karbodiimid). Převažujícím tautomerem je N≡C–NH2, ale do několika reakcí (například silylace) se zapojuje diimidová forma.
Kyanamid vytváří dimer nazývaný 2-kyanoguanidin (dikyandiamid). K zabránění dimerizaci nebo zpětné přeměně na monomer lze, za nízkých teplot, použít kyseliny. Cyklický trimer se nazývá melamin.

## Výroba
Kyanamid se vyrábí hydrolýzou kyanamidu vápenatého, získávaného Frankovým–Caroovým procesem z acetylidu vápenatého.
CaCN2 + H2O + CO2 → CaCO3 + H2NCN

## Reakce a použití
Kyanamid je jednouhlíkatá sloučenina, která může působit jako elektrofil i jako nukleofil. Reaguje se sloučeninami obsahujícími kyselé protony, například s vodou vytváří močovinu, se sulfanem thiomočovinu, a se selanem selenomočovinu:
H2NCN + H2E → H2NC(E)NH2 (E = O, S, Se)
Obdobně z alkoholů vznikají alkylizomočoviny, z thiolů isothimočoviny, a z aminů guanidiny; tímto způsobem se například vyrábí cimetidin, používaný na léčbu žaludečních vředů. Bifunkcionalitu kyanamidu lze také využít k tvorbě heterocyklických sloučenin, což se využívá při výrobě několika léčiv, jako je aminopyrimidin imatinib, a agrochemikálií amitrolu a hexazinonu. 2-aminoimidazolové struktury, vzniklé reakcemi kyanamidu, mají anthelmintika albendazol, flubendazol, a mebendazol K léčivům vyráběným z kyanamidu patří rovněž tirapazamin, etravirin, revaprazan, a dasantafil.
Kyanamidový anion se chová jako pseudochalkogen, kyanamid tak může být považován za analog vody či sulfanu.
Dobrým postupem přípravy sekundárních aminů, ve kterých nejsou obsaženy příměsi primárních nebo terciárních aminů, jsou reakce kyanamidu a alkylhalogenidů za vzniku N,N-dialkylkyanamidů, které lze snadno hydrolyzovat na dialkylaminy a následně dekarboxylovat.
Za přítomnosti N-bromsukcinimidu se kyanamid navazuje na dvojné vazby alkenů. Produkty lze působením zásady přeměnit na N-kyanaziridiny a cyklizovat na imidazoliny, které mohou dále reagovat za tvorby vicinálních diaminů štěpením v zásaditém prostředí.
Kyanamid je vhodný i na přípravu heterocyklických sloučenin: reakcí s 1,2-diaminobenzenem tvoří 2-aminobenzimidazol, spolu s ním vzniká cyklický enamin 4-(cyklohex-1-enyl)morfolin, a také síra a 2-aminothiazol.
Dikyanamid sodný lze získat, s dobrou výtěžností a ve vysoké čistotě, z kyanamidu a chlorkyanu, a následně použít na výrobu léčiv.
Při výrobě kreatinu se vytváří guanidinová skupina reakcí kyanamidu se sarkosinem.:.
Tímto způsobem se lze vyhnout tvorbě nečistot jako jsou kyselina chloroctová, kyselina iminodioctová, a dihydrotriazin, vznikajících při jiných postupech. Obdobně je možné vytvořit guanidinoacetát reakcí kyanamidu a glycinu.

### Zemědělská využití
Kyanamid se používá ke stimulaci jednotného otevírání pupenů, vedoucí k časnějšímu rašení listů a rychlejšímu kvetení.
50% vodný roztok kyanamidu se také používá jako dezinfekční prostředek při chovu prasat, protože účinně ničí bakterie rodů salmonella a shigella a likviduje mouchy ve všech fázích vývoje.

## Vliv na životní prostředí
Kyanamid se působením vody rozkládá na močovinu. Houby, například Myrothecium verrucaria, tento rozklad urychlují enzymem nazvaným kyanamidhydratáza.

## Kyanamidová funkční skupina
Jako kyanamidy se označují sloučeniny obsahující kyanamidovou funkční skupinu, R1R2N-C≡N, kde R1 a R2 může být řada různých skupin. Příkladem může být naftylkyanamid, C10H7N(CH3)CN, vytvářený von Braunovou reakcí, kdy se přeměňují terciární aminy na kyanamidy působením bromkyanu. Kyanamidy, u kterých jsou skupiny R1 a R2 stejné alkyly, se často připravují přímými alkylacemi solí kyanamidů.

## Ve vesmírném prostoru
Kyanamid byl detekován v mikrovlnném emisním spektru molekulárního mračna Sgr B2 jako první v mězihvězdném prostoru nalezená molekula obsahující vazby NCN.

## Bezpečnost
Kyanamid je mírně toxický. U lidí pracujících s kyanamidem a vystavených této látce byly zaznamenány podráždění dýchací soustavy, kontaktní dermatitida, bolest hlavy, nevolnost, zvracení, nebo průjem.